# 五裂黄毛槭
五裂黄毛槭（学名：Acer fulvescens subsp. pentalobum）是无患子科槭属黄毛槭的亚种。分布于中国大陆的四川、西藏、云南等地，生长于海拔2,000米至2,500米的地区，常生于疏林中，目前尚未由人工引种栽培。